# Eisenbahnunfall von Verne
Der Eisenbahnunfall von Verne war ein Auffahrunfall am 31. März 1945, der Osternacht, bei der Blockstelle Verne der Bahnstrecke Hamm–Warburg in der Gemarkung von Geseke. Mindestens 7 Menschen starben.

## Ausgangslage
Der Unfall wurde in erster Linie durch die chaotischen Umstände der letzten Tage des Zweiten Weltkriegs in Deutschland verursacht: An die Eisenbahner war ein Befehl ergangen, alles fahrbare Material aus dem Ruhrgebiet in den Raum Nordhausen zu bringen, um es der drohenden Einkesselung des Ruhrgebietes durch die Alliierten zu entziehen. Der Bahnbetrieb verlief völlig irregulär, da unter anderem auch die Anlagen zur Zugsicherung weitestgehend beschädigt oder zerstört waren. So stellten sich die Zugpersonale die Weichen selber. Die amerikanischen Streitkräfte standen in jener Nacht schon vor Salzkotten, in unmittelbarer Nähe der Unfallstelle. Hier waren gegen 23 Uhr zwei Züge auf der Bahnstrecke Hamm–Warburg, beide aus dem Ruhrgebiet in Richtung Osten, unterwegs.

## Unfallhergang
Ein erster Zug, ein Lokzug aus zwei Dampflokomotiven, war in den Bereich der damaligen Blockstelle Verne (Westfalen) eingefahren. Auf dem Führerstand befanden sich mehrere Mitfahrer. Eventuell war der Zug im Stadtwald von Geseke beschossen worden. Davon berichten jedenfalls Nachfahren der Opfer. Jedenfalls blieb er gegen 23 Uhr an der Gemarkungsgrenze von Geseke und Verne im Bereich der Blockstelle Verne unbeleuchtet stehen. Die Blockstelle selbst war bereits am 25. März 1945 zerstört worden, als auf ihr Gebäude ein amerikanisches Jagdflugzeug abstürzte. Lokomotivführer und Heizer versäumten es, den Zug nach hinten zu sichern – etwa mit Knallkapseln.
Ein Bauzug folgte, der mit zahlreichen Flüchtlingen aus dem Ruhrgebiet besetzt war. Er fuhr – wohl weitgehend ungebremst – auf den stehenden ersten Zug auf, wobei sich die vorderen Wagen des auffahrenden Zuges ineinander schoben.

## Folgen
Mindestens sieben Menschen starben, fünf Zivilisten und zwei Soldaten, darunter auch Lokomotivführer und Heizer des auffahrenden Zuges. Das Rote Kreuz Salzkotten barg die Toten. Sie wurden zunächst in Salzkotten beerdigt. Vermutlich gab es weitere Tote, wo sie beerdigt wurden – möglicherweise direkt am Unfallort – ist unklar. 2010 gelang es, die sieben durch das Rote Kreuz geborgenen Toten zu identifizieren.
Zu Hilfe eilende Anwohner konnten den Verletzten kaum helfen, weil schweres Bergungsgerät fehlte. Noch am Folgetag seien Verletzte in den Wagen des Bauzuges zu hören gewesen. Nachdem amerikanische Soldaten das Gebiet besetzt hatten, räumten sie ab dem 6. April mit Hilfe von Bergepanzern die Strecke. Wegen der allgemeinen Not hatten Anlieger zuvor schon alles Brauchbare, wie etwa die Kohle der Lokomotiven, geborgen. Bis 1948 standen eine Lok und nicht mehr fahrtüchtige Wagen aus dem Unfall neben dem Gleiskörper.